# Pueblo saro

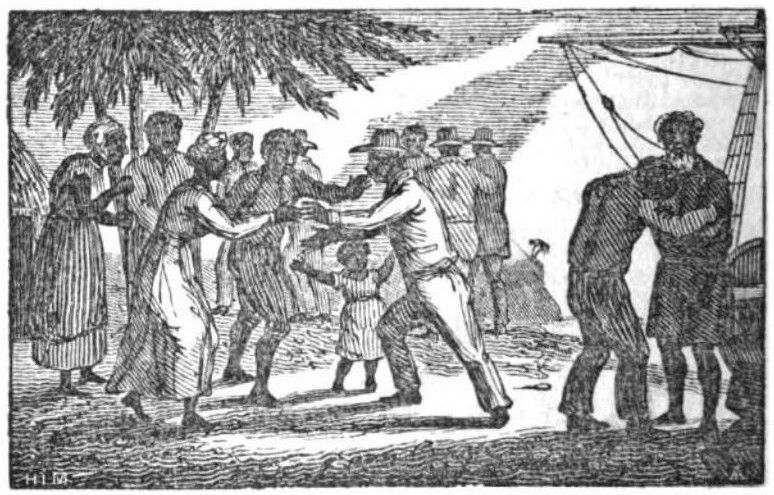
Una ilustración de 1835 de esclavos liberados llegando a Sierra Leona.

El pueblo Saro, o criollos en Nigeria durante el siglo XIX y principios del siglo XX, eran anteriormente personas esclavizadas que emigraron a Nigeria a principios del decenio de 1830. Se les conocía localmente como saro (forma elida de Sierra Leona, del yoruba:sàró), o smaro: migrantes del Brasil y Cuba.
Los saro y amaro también se establecieron en otros países de África occidental como la Costa de Oro (Ghana). En su mayor parte, fueron esclavos libertos y repatriados de diversos países de África Occidental y América Latina, como Sierra Leona, el Brasil y Cuba. Los africanos «repatriados» libertos del Brasil se conocían más comúnmente como «agudas», de la palabra àgùdà en el idioma yoruba. La mayoría de los repatriados latinoamericanos o amaro comenzaron a migrar a África después de que se abolió la esclavitud en el continente, mientras que otros del África occidental, o los saro, fueron recapturados y liberados como esclavos que ya residían en Sierra Leona. Muchos de los repatriados optaron por regresar a Nigeria por razones culturales, misioneras y económicas. Muchos, si no la mayoría, eran originalmente descendientes de los yoruba de Nigeria occidental y central. Otros grupos nigerianos que formaban parte de la población krio de Sierra Leona eran los efik, igbos, hausa y Nupe.
Los repatriados residían principalmente en la Colonia de Lagos, con poblaciones sustanciales en Abeokuta e Ibadán. Algunos se establecieron también en Calabar, Port Harcourt y otras ciudades del delta del Níger. Aunque muchos eran originalmente anglófilos situados originalmente en Nigeria, más tarde adoptaron una actitud indígena y patriótica en los asuntos nigerianos debido al aumento de la discriminación en el decenio de 1880, y más tarde se les conoció como nacionalistas culturales.

## La vida en Sierra Leona

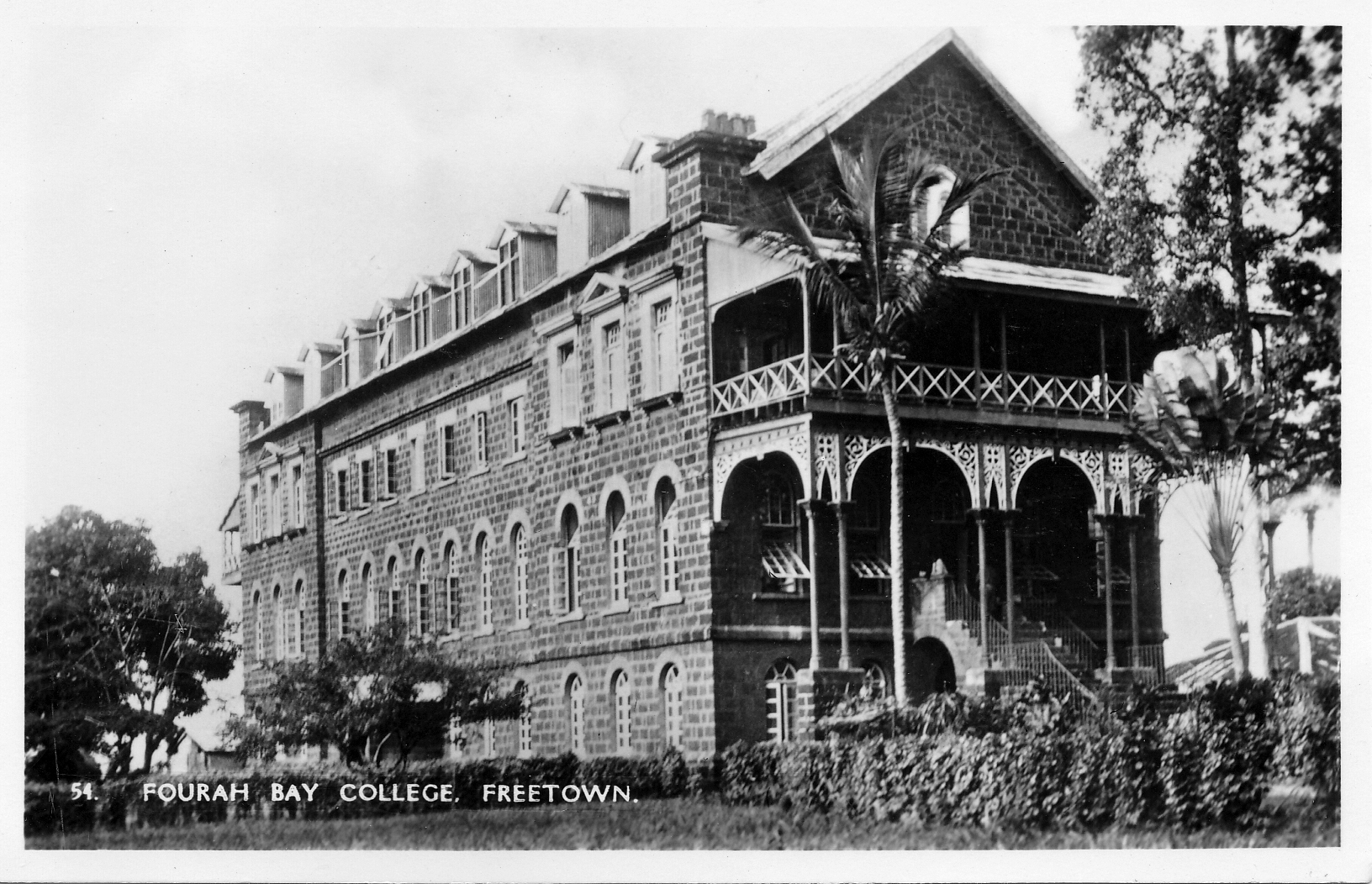
Fourah Bay College postal de 1930.

Mientras vivían en Sierra Leona, muchos residentes criollos se vieron expuestos a la fe cristiana como resultado de la labor de los misioneros británicos, que establecieron algunas iglesias, unos pocos colegios de enseñanza secundaria y una institución educativa pionera, el Fourah Bay College. En términos relativos, los residentes de Sierra Leona pronto se iniciaron rápidamente en la educación occidental y pronto se formaron y experimentaron en medicina, derecho y administración pública. Muchos de ellos se graduaron en los institutos de enseñanza secundaria y se convirtieron en trabajadores administrativos para el interés imperial británico en el país. A mediados del siglo XIX algunos de los literatos africanos de Sierra Leona comenzaron a emigrar a Nigeria, especialmente a la colonia de Lagos por razones económicas; algunos eran personal administrativo que fue reasignado a Lagos. Una expedición del río Níger por Samuel Ajayi Crowther promovió el interés evangélico de muchos sierraleoneses hacia Nigeria, muchos de los cuales se unieron a los misioneros y a su esfuerzo.

## La vida en Lagos y Abeokuta
Lagos fue un lugar estratégico e importante para la pesca de los fundadores originales, fue establecida como una comunidad pesquera por los inmigrantes awori en el siglo XVI. La ciudad surgió más tarde como una importante base económica alimentada por la inmigración de grupos étnicos cercanos liderados por el reino Ijebu, luego los ijaws, los binis y los egbadas. El comercio con los europeos también impulsó el auge comercial de la ciudad. En 1880, Lagos ya se había convertido en una ciudad cosmopolita. Los inmigrantes de Sierra Leona comenzaron a mudarse a Lagos en la década de 1840. Muchos de los inmigrantes eran de la herencia egba y oyo, y algunos estaban familiarizados con las tradiciones y la cultura yoruba. Se asimilaron bastante bien con los yorubas y, junto con una formación e interacción anteriores con los británicos en Sierra Leona, pudieron formar parte de la sociedad colonial. Los repatriados se centraron en general en el comercio y llegaron a convertirse en intermediarios comerciales entre los residentes de Lagos, Abeokuta y la colonia británica de Freetown (Sierra Leona).
En Lagos, los saro eligieron los barrios de Ebute Metta, Olowogbowo y Yaba como principales asentamientos. Los saro, en su mayoría de herencia egba, establecieron algunas de las iglesias más antiguas de Lagos y también expandieron el trabajo misionero de los británicos en Nigeria. También emergieron como un grupo comercial dominante en Lagos. Habiendo desarrollado una fortaleza migratoria, tenían una ventaja como viajeros que podían ir a los interiores para reunirse directamente con varios productores y comerciantes de productos básicos. Fueron los pioneros de los comerciantes nigerianos del sur en nuez de cola, un cultivo comercial que más tarde surgió como un producto básico de exportación viable e importante para la región occidental a principios del siglo XX. También introdujeron el cultivo que se compró a los comerciantes hausa al otro lado del río Níger en la agricultura de Nigeria meridional. La primera granja de nueces de cola y la empresa comercial dominante fueron orquestadas por saros. Su propietario, Mohammed Shitta Bey, era él mismo un saro. Ellos tampoco abandonaron su anhelo de educación occidental ya que dominaban las filas de profesiones abiertas a los africanos.

## Escaramuzas en Nigeria occidental
Desde el principio, los saros, que habían adquirido una educación occidental y costumbres culturales europeas durante su estancia en Sierra Leona, empezaron a mostrar características paternas en su relación con los residentes nativos de Lagos. La percepción de falta de respeto hacia algunos ciudadanos de Lagos hizo que los saros fueran expulsados de Lagos en el decenio de 1850, aunque pronto regresaron. En 1867, surgió otro conflicto, esta vez en Abeokuta. El conflicto fue entre los egbas y los europeos. Los egbas protestaban por la creciente influencia de la cultura occidental y una invasión de tierras liderada por el gobernador de Lagos, Glover. Los egbas decidieron hacer un alboroto y dañaron los símbolos europeos como iglesias y misiones, algunos de ellos también fueron expulsados de la tierra de los egbas, pero como en el caso de Lagos, la calma se restableció rápidamente. Los disturbios de Abeokuta provocaron el éxodo de sus víctimas a Lagos y el posterior establecimiento de Ago Egba, una colonia de Eegba, en Ebute Metta. Antes del conflicto, algunos saros notables, como el misionero Henry Townsend, desempeñaron papeles prominentes como asesores del consejo de jefes en Abeokuta.

## La vida en el delta
El delta del Níger era un poco diferente a Lagos y al oeste de Nigeria donde los yorubas eran dominantes. Lagos era mucho más cosmopolita mientras que el delta estaba compuesto por diferentes y variados grupos étnicos en igualdad de condiciones políticas. También había pocos atributos históricos que fomentaran la asimilación cultural.  Sin embargo, los inmigrantes pronto encontraron un hogar en algunas ciudades, especialmente en la nueva ciudad de Port Harcourt. Port Harcourt fue fundada por las autoridades británicas en 1913 como centro costero para la exportación de aceite de palma y carbón. Un número de inmigrantes yorubas, los  hausa, de Gambia y de Sierra Leona pronto llegaron a la ciudad para trabajar. Algunos de los saros eran clérigos y otros fueron transferidos para tareas administrativas. Los saros emergieron en la ciudad como pioneros del comercio africano, ya que se convirtieron en proveedores de los residentes de la nueva ciudad. Sin embargo, la vida en Port Harcourt era dura para muchos de ellos. Algunos llegaron a la ciudad como trabajadores de las casas de comerciantes británicos y del gobierno colonial. Sin embargo, no había seguridad laboral para los inmigrantes en la nueva ciudad. Algunos trabajadores saros se retiraron sin pensión y sufrieron muchas privaciones financieras, los jubilados pidieron volver a casa, y algunos fueron transportados de vuelta con la ayuda de los fondos coloniales. La falta de promoción y de jubilación a la que se enfrentaban los inmigrantes africanos se debía en parte a un muro sistémico contra la promoción de los saros y los africanos por parte de los británicos. Los saros de Lagos, Port Harcourt y Abeokuta se habían ganado la irritación de los europeos debido a los logros de unos pocos inmigrantes en el mundo del clero y los negocios. Esta política condujo a un cambio gradual entre los saros, especialmente los de Occidente. La revuelta idealista contra los británicos fue dirigida en el misionero por James Johnson, que denunció la excesiva interferencia británica en los asuntos de la sociedad misionera y que quería una mayor participación africana en la promoción del cristianismo.

## Amaros
A diferencia de los saros, que procedían principalmente de Sierra Leona, los amaro, que a veces se llamaban «nago» en el Brasil —Nago indica la etnia yoruba—, eran esclavos liberados del Brasil y de Cuba. Los retornados del Brasil y Cuba y sus descendientes actuales fueron y son más comúnmente llamados «Agudas». Se fueron al Nuevo Mundo como esclavos de diferentes orígenes sub étnicos y étnicos, pero abordaron las relaciones entre ellos como iguales. Regresaron a Nigeria, principalmente, para reconectarse con su patria. En Lagos, su vecindario se conoció como Popo Aguda, barrio brasileño. No fueron criados en la fe anglicana como los sierraleoneses, sino en el catolicismo, la religión dominante en Brasil y Cuba. En la década de 1880, los «Agudas» representaban alrededor del 9% de la población de Lagos. Algunos de ellos eran musulmanes. Algunos de los brasileños y cubanos católicos también adoraban a los orishas africanos que también habían adorado en Brasil y Cuba. Algunos amaro se fueron convirtiendo en cristianos protestantes. Estos amaro dieron nombres portugueses y españoles en Nigeria, e incluso una vez tuvieron poblaciones de habla portuguesa y española allí.

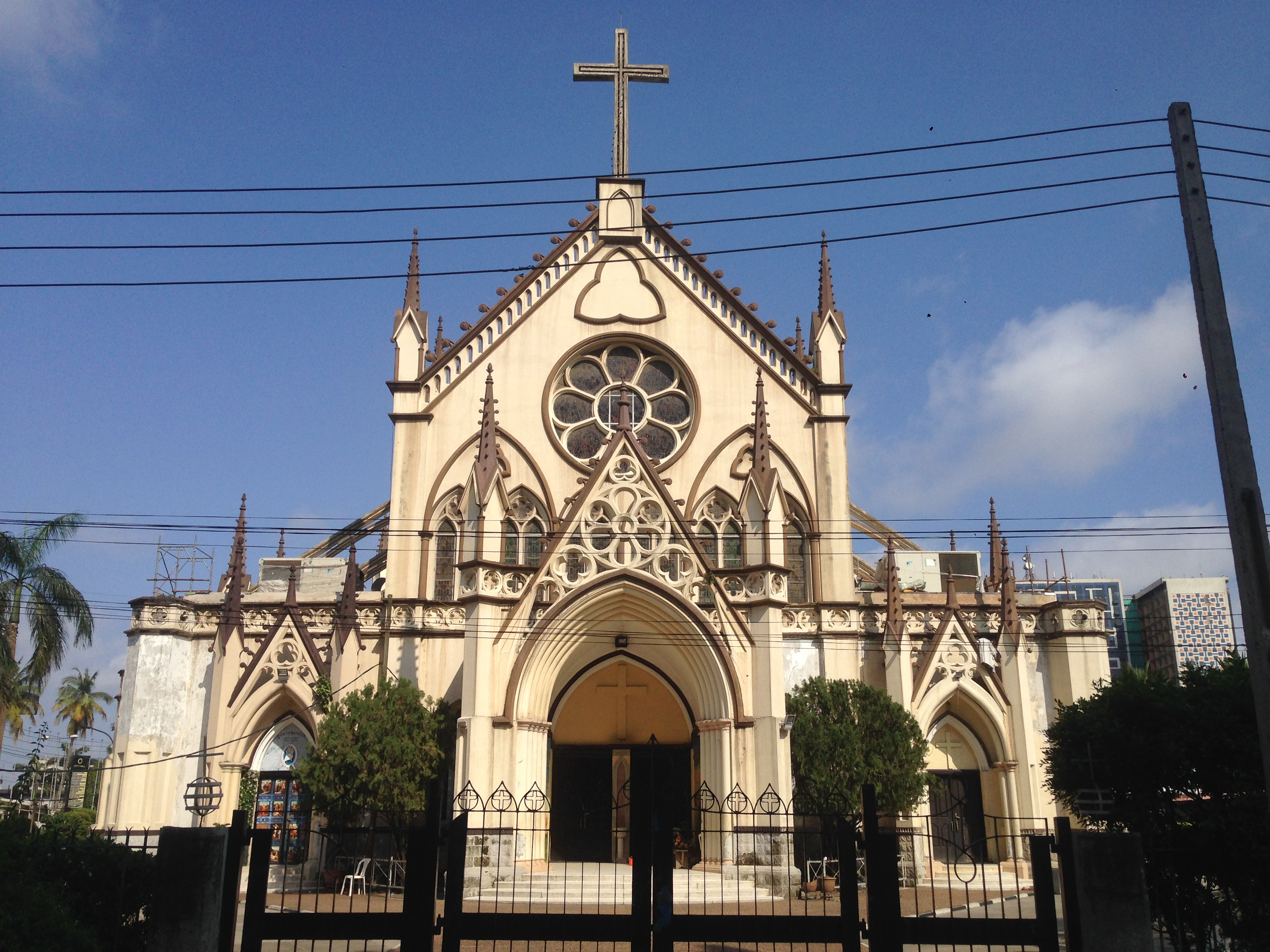
Catedral de la Santa Cruz (Lagos).

Los repatriados brasileños eran notablemente artesanos técnicamente capacitados y eran conocidos por la distintiva arquitectura brasileña construida en sus asentamientos y más tarde en los alrededores de Lagos. Durante esta época, la arquitectura moderna europea no solamente estaba destinada a ser una morada agradable, sino también un anuncio dominante para mostrar a los africanos un estilo y una cultura diferentes. Sin embargo, a su debido tiempo, el estilo brasileño surgió como una alternativa viable y un estilo moderno utilizado por los contratistas africanos que trabajaban en trabajos públicos y privados de gran envergadura como la Catedral de la Santa Cruz en Lagos y la Mezquita Shitta-Bey. Los brasileños introdujeron en Nigeria diseños arquitectónicos elaborados, edificios de dos pisos y bungalows con fachadas de estuco, también popularizaron el uso de la mandioca como cultivo alimenticio. Fueron pioneros en el comercio con el Brasil a mediados del siglo XIX. Sin embargo, para la década de 1880, competidores ruinosos y una crisis económica habían obligado a muchos a abandonar el comercio de exportación. La agricultura pronto se convirtió en una vía para complementar las deficiencias de la actividad económica. También introdujeron plantaciones de cacao junto con el saro James Pinson Labulo Davies.